# Benkő Mihály (kanonok)
Benkő Mihály (18. század) gyulafehérvári kanonok.

## Élete
Kolozsi, dobokai s belsőszolnoki esperes, 1770–1785 között kolozsvári plébános és a kolozsmonostori levéltárnak capitularis conservatora.
Kolozsvári plébánossága idején újrazsindelyeztette a Szent Mihály-templomot, és ő helyeztette el a Bánffy család fekete márvány síremlékét is. Nála szállt meg II. József, amikor 1773. júniusban rövid látogatást tett Kolozsváron; ennek emlékét a plébániaház latin nyelvű felirata őrzi.
Miután 1773. szeptember 18-án Mária Terézia a jezsuita rend feloszlatásáról szóló pápai brévét végrehajtásra kiküldte az erdélyi főkormányszéknek, a kolozsvári kollégium szakmai felügyeletét Benkő vette át. 1782-ben Batthyány Ignác gyulafehérvári püspök utasítására a kollégium könyvtárából több mint ötszáz kötetet a püspöknek illetve a gyulafehérvári papságnak küldött el; ezek visszaszállítását 1818-ban rendelték el.

## Munkái
Máriának, nemes Magyarország nagy asszonyának tiszteleteken választott legjobb rész. Kolozsvár, 1780. (A nagyváradi püspöki templom fölszentelésekor mondott beszéd.)